# Cora Novoa
Cora Novoa est une DJ et compositrice espagnole, fondatrice du label discographique Seeking the Velvet (SKTVT). Elle est également formatrice Ableton Official Trainer, et collaboratrice de l'émission de radio El laberinto sur Radio 3. 

## Biographie
Novoa connait la musique dès son plus jeune âge, étudiant la flûte pendant plus de trois ans au conservatoire, mais ce n'est qu'après avoir découvert les synthétiseurs qu'elle unifie ses deux passions, la musique et l'informatique. C'est pourquoi, une fois ses études d'informatique terminées, elle part à Madrid pour suivre une formation de technicienne du son.
Elle est impliquée dans l'industrie de la musique électronique depuis plus de 10 ans, combinant son travail dans les domaines créatif, technique et commercial. Elle est enseignante officielle du logiciel de génération de musique Ableton et fonde son propre label discographique Seeking the Velvet (SKTVT) en août 2014, sous le nom duquel elle distribue également sa propre ligne de vêtements.
Ses débuts ont lieu à Berlin, en Allemagne, en 2008, bien qu'il ait participé à de multiples éditions de Sónar, u festival de musique électronique organisé à Barcelone. Sa musique est classée dans la catégorie techno mélodique. Elle a également composée des morceaux pour des mappings, notamment pour l'exposition internationale de Milan. En 2021, elle sort son EP Two Faces.

## Discographie
- 2010 : The Secret Garden (Natura Sonoris)
- 2015 : Fight Love Faith (Seeking the Velvet)
- 2016 : In Your Mind (Seeking the Velvet)
- 2018 : Mental Diary (Act 1) (Seeking the Velvet)
- 2019 : Mental Diary (Act 2) (Seeking the Velvet)
- 2020 : The Hive (Citizen Records)
- 2021 : Two Faces (EP)

## Distinctions
- Meilleur DJ de l'année. 5e édition des Premios de Música Electrónica Vicious Awards[8].